# Chorizococcus parietaricola
Chorizococcus parietaricola är en insektsart som först beskrevs av Bodenheimer 1943.  Chorizococcus parietaricola ingår i släktet Chorizococcus och familjen ullsköldlöss.
Artens utbredningsområde är Irak. Inga underarter finns listade i Catalogue of Life.